# Corriente de Kuroshio

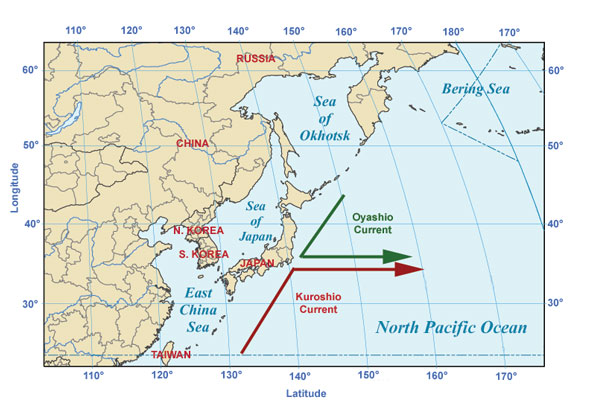
Corrientes de Kuroshio y Oyashio.

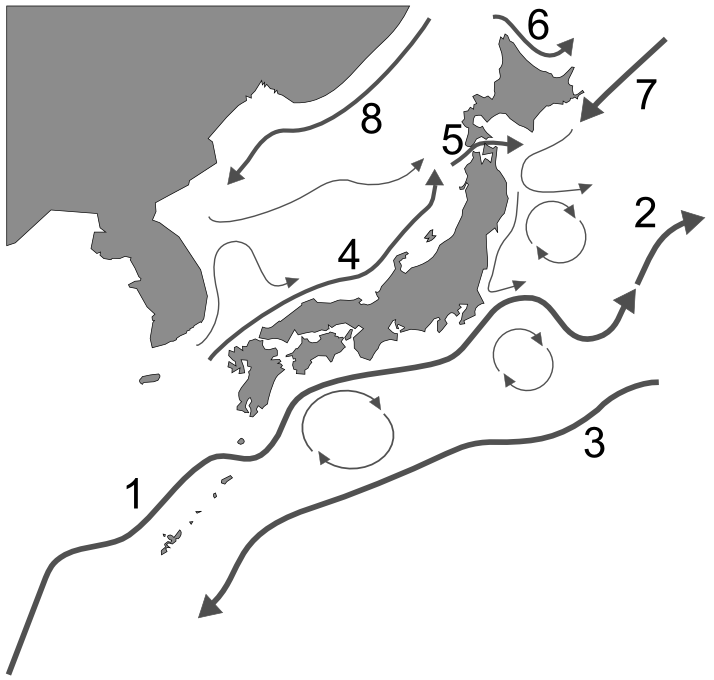
Las corrientes oceánicas que rodean al archipiélago de Japón: 1. Kuroshio 2. Extensión de Kuroshio 3. Contra-Corriente de Kuroshio 4. La Corriente Tsushima 5. La Corriente Tsugaru 6. La Corriente Sōya 7. Oyashio 8. La Corriente Liman.

La corriente de Kuroshio (黒潮?   «Corriente negra»; también conocida como Kuro-Shivo, en la antigüedad conocida como corriente de tornaviaje) es una fuerte corriente marina de frontera occidental localizada en el océano Pacífico noroccidental. Comienza frente a la costa oriental de Taiwán y fluye hacia el noreste pasando por Japón, donde se funde con la deriva oriental de la corriente del Pacífico Norte. Es análoga a la corriente del Golfo en el océano Atlántico, que transporta agua tropical cálida hacia el norte, dirigiéndose a la región polar. A veces también se la conoce como Río Negro —la traducción de Kuro Shio, y una alusión al azul oscuro de su agua— y también como «corriente del Japón» (日本海流 Nihon Kairyū). Este color azul oscuro característico se debe a que, por su temperatura relativamente elevada provoca pobreza en nutrientes y de ahí la escasez de vida marina lo que le da su nombre Kuroshio (corriente negra o agua oscura).

## Historia
Fue descubierta en 1565 por el guipuzcoano Andrés de Urdaneta, administrador colonial, supervisor de expediciones náuticas, corregidor, monje agustino y leal navegante al servicio del rey Felipe II, cuando a bordo de la Nao San Pedro, fue el primero en abrir el "tornaviaje" entre Cebú (Filipinas) y las costas de la Antigua California (Nueva España). El secreto del tornaviaje dio a España la hegemonía absoluta sobre el océano Pacífico durante siglos, hegemonía que se plasmó en el llamado "Galeón de Manila".

## Geografía
No se trata de una corriente demasiado ancha, de aguas veloces y cálidas. El camino del Kuro Shio al sur de Japón se registra cada día. Sus contrapartes son la corriente del Pacífico Norte al norte, la corriente de California al este y la corriente Ecuatorial del Norte al sur. Las aguas cálidas de la corriente de Kuroshio sostienen los arrecifes de coral de Japón, los arrecifes coralinos más al norte en el mundo. La rama del mar de Japón se llama corriente de Tsushima 対馬海流 (Tsushima Kairyū). La corriente de Japón también es responsable por el suave tiempo que se experimenta alrededor de la costa meridional de Alaska y en la Columbia Británica.
Inicia su periplo en el lugar donde la corriente al norte del ecuador se aproxima a las Filipinas. Pasa entre el archipiélago Ryukyu y Kyushu formando el llamado meandro del mar de China y continúa a través del estrecho de Tokara girando bruscamente en dirección hacia el norte y allí, cuando la velocidad de la corriente está en su apogeo, se bifurca en una corriente alejada de las costas de Japón y otra más sinuosa y compleja que se mantiene más o menos cerca del litoral hasta que ambos brazos se reúnen aproximadamente a los 141° de longitud este y 35° de latitud norte. Entonces la Kuroshio gira hacia el este alejándose de la costa japonesa y se convierte en la llamada Extensión de Kuroshio que adquiere mucha fuerza y muestra gran inestabilidad hasta llegar a la cadena de montañas volcánicas submarinas llamadas Montes submarinos Emperador donde se dispersa en múltiples subcorrientes, algunas de las cuales entrarán a formar parte de la corriente del Pacífico Norte.
Las imágenes por satélite de la corriente de Kuroshio ilustran cómo en el camino de la corriente se hacen meandros y se forman anillos aislados o remolinos de unos 100–300 km. Los remolinos conservan su forma única durante varios meses y tienen sus propias características biológicas que dependen del lugar en que se forman. Si los remolinos se forman entre la corriente y el litoral de Japón, pueden afectar a la plataforma continental y su alta energía cinética tiene el efecto de llevar grandes masas de agua frente a la plataforma continental en un lado del anillo, al tiempo que añade agua en el otro lado. El tamaño y fuerza de los remolinos declinan con la distancia de las principales corrientes oceánicas.

## Biodiversidad
Las corrientes de frontera occidentales transportan organismos a larga distancia rápidamente y una variedad de organismos marinos importantes comercialmente migran en estas corrientes en el curso de completar sus historias vitales. Los giros subtropicales ocupan una gran fracción del océano del mundo y son más productivas que lo que originariamente eran. Además, su fijación de dióxido de carbono es un factor importante en el presupuesto global de dióxido de carbono en la atmósfera.